# Budtz Müller
Bertel Christian Budtz Müller (født 26. december 1837 i Mariager, død 30. december 1884 i København) var en dansk fotograf.
Budtz Müller var uddannet farmaceut og blev 1859 ansat på Svaneapoteket i København hos Alfred Benzon, men gjorde karriere som fotograf i København, hvor han blev en efterspurgt portrætfotograf. Han havde atelier i Bredgade (da Norgesgade) 21 og var kgl. dansk, norsk og svensk hoffotograf.
Ludvig Offenberg overtog i 1884 Budtz Müllers forretning og videreførte den nogle år i Müllers navn. Efter nogle års forløb valgte han dog at åbne sit eget atelier på Frederiksberg. En anden ansat hos Müller var Johan Thorsøe.
Forretningen blev i stedet videreført som kunsthandel og rykkede til gadens nr. 29, hvor bygningen opført i nationalromantisk stil i 1905 stadig ligger og meddeler firmaets navn hugget i granit på facaden. Bygningen er tegnet af Vilhelm Fischer.
Budtz Müller stiftede i sit testamente af 10. februar 1879 et legat, Hoffotograf Budtz-Müllers Legat, der skulle gå til understøttelse af trængende fotografer.

## Eksterne links
- Budtz Müller  på History of Photography

- Wikimedia Commons har flere filer relateret til Budtz Müller